# 幡 (佛具)
幡或旛（羅馬化：patākā，义爲旌旗、幡旗，音译波哆迦），为旌旗的总称，与幢（羅馬化：dhvajā，音译驮缚若，音译计都）同为供养佛、菩萨的莊嚴之具，用以象征佛菩萨之威德。在经典中多用为降魔的象征。
古时将幢幡旌旗作为战斗打胜仗的示意，以及帝王出行的仪仗，佛教吸收，前者象征降魔，後者作为莊嚴仪仗。道教也加以吸收，用于莊嚴仙神。

## 经文记载
- 《维摩经註》：“破敌外国则竖胜幡，道场降魔亦表其胜相。”
- 《观心论灌顶法师疏》中说：“缯幡，即翻法界上迷生动出之解。幡坛不相离，即动出不动出不相离也。”
- 《华严经》<十回向品>中说：“菩萨施上妙幢幡，回向云：‘愿一切众生，常以宝缯，书写正法，护持诸佛菩萨法藏。’”
- 《长阿含》卷四<游行经>中说：“以佛舍利置于床上，使末罗童子举床四角，擎持幡盖，散花烧香，作众伎乐，供养舍利。”

经典中亦常谓造立此幡，能得福德，避苦难，往生诸佛净土，又说供养幡可得菩提及其功德，故寺院、道场常加使用，因而成为庄严之法具。

## 构造
幡之形状，一般是由三角形的幡头、长方形的幡身、置于幡身左右的幡手，及幡身下方的幡足构成，有大有小。通常是以布製成，也有金铜製、杂玉製、纸製等类。其所悬挂之场所，有时是堂内柱上，有时树立在佛堂之前庭，或附著于天盖之四隅。 

## 幡的种类[1]

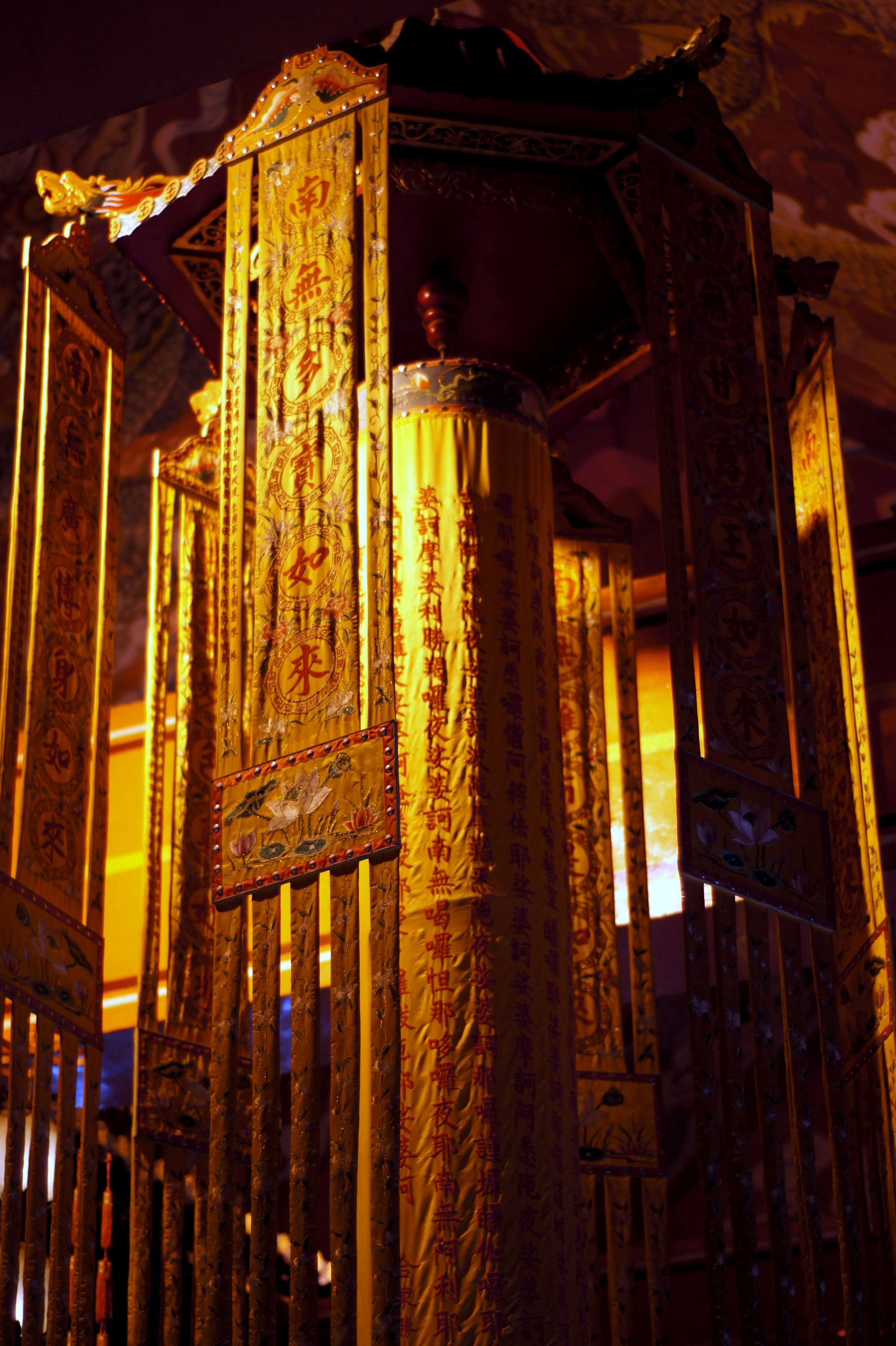
幢幡

- 依材质分：金铜幡、板幡、纸幡、玉幡（以宝玉装饰者）、平幡（平绢所制者）、丝幡（束丝所制者）、木幡（木製）、石幡（石頭雕刻成）等名称。
- 依色彩色：五色幡（青、黄、赤、白、黑之五色幡，即续色幡）、八色幡（用于灌顶道场，西方阿彌陀佛之三昧耶形）、青幡（请雨经法）、黄纸幡（大元帅法）等名称。
  - 在《灌顶经》中卷十一说黄纸幡用于荐亡：“若四辈男女，若命终时，若已命过，于其亡日，造作黄幡，悬著刹上，使获福德，离八难苦，得生十方诸佛净土。幡盖供养，随心所愿，至成菩提。幡随风转，破碎都尽，至成微尘，其福无量。幡一转时，转轮王位，乃至吹尘小王之位，其报无量。”
- 依仪礼分：命过幡（人死时，为死者积福时而建）、续命（神）幡（为祈延命而立）、送葬幡、施饿鬼幡。
- 依所挂场所而分：堂幡、高座幡、天盖幡、庭幡。
- 依幡身所描绘之图（绘幡）、文字：种子幡（画上种子字）、三昧耶幡（又称佛法幡，是描绘佛及菩萨三昧耶形的幡）、佛像幡、莲华幡、经幡（写上经文，藏地常见）、佛圣号幡（如写上南无阿弥陀佛、南无观世音菩萨）等。
  - 经文幡另有其他名目，如《文殊师利问经》有龙子幡，《有部尼陀那目得迦》有师子幡、莫羯罗幡、龙幡、揭路荼幡、牛王幡等。
- 描绘佛、菩萨明王及天部的幡，包括佛像幡、五（或七或八）如来幡、菩萨像幡、明王幡、不动幡、天王幡、七大龙神幡。
- 将幡与伞盖结合起来的，称为“幡盖”、“天盖”[2]。

另有一种幢幡，是以六角或八角幢型所作的幡，将幢与幡的功德合为一体。

## 造幡功德
- 《撰集百缘经》卷七<顶上有宝盖缘>记载，迦毗罗卫国有一个长者之妻子，诞生时空中悬有大幡盖，因此名其为波多迦（即“幡”）。波多迦后出家得阿罗汉果，受世人敬仰。
- 《药师琉璃光如來本願功德经》、《十方随愿往生经》及《释门正统》卷四等亦说命终时悬幡可廷寿或招福，此即是“续命神幡”与“命过幡”。[3]
- 《释迦谱》卷五<阿育王造八万四千塔记>中说：“塔成造千二百织成幡及杂华，未得悬幡。王身有疾，伏枕慷慨曰：‘若威灵有感，愿察我至诚，（中略）由是病愈增算十二，故因名为续命幡。’”
- 《灌顶经》卷十一也说及命过幡之功德：“若人临终之日，当为烧香然灯续明，于塔寺中表刹之上，悬命过幡转读尊经竟三七日。所以然者命终人，在中阴中身如小儿，罪福未定应为修福，愿亡者神使生十方无量刹土。承此功德必得往生。亡者世若有罪业应堕八难，幡灯功德必得解脱。”
- 密宗则谓幡具有无量佛德，如行者以顶触幡则来世成道可至佛位，此称灌顶幡。《秘藏记》卷中也说：“世人皆以幡号灌顶，是以幡功德先为轮王，后终成佛以至佛果，名为灌顶。”

## 註释
1. ↑  .   [2018-10-20]. （原始内容存档于2018-10-20）.
2. ↑  《佛光大辞典》【盖】
3. ↑  《十方》第21卷4期：“关于这幢、悬幡的功德，在《撰集百绿经》卷七（顶上有宝盖缘）篇记载，在释迦牟尼佛时代，迦毗罗卫国有位长者的妻子在临盆生子时，空中现出宝幡的瑞相，因此，便将孩子取名为波多迦（即“幡七。日后波多迦依止佛陀出家，不多久便证得了阿罗汉果，广受世人的敬仰。当时其他比丘见波多迦比丘如此殊胜的法缘，纷纷赞叹，并来到佛陀座下，请问世尊有关波多迦比丘的宿缘。佛陀慈祥的告诸比丘们，波多迦比丘在过去曾以宝幡恭敬恭养毗婆尸佛，因此感得九十一劫不堕地狱、恶鬼、畜生三途恶道，于天上人间常得宝幡覆荫，享受珠妙的快乐。另在《药师琉璃尤如来本愿功德经了《灌顶经》及《十方随愿往生经》等等经典中，亦载有造幢、幡供养佛菩萨、庄严道场将感应降魔、延寿、所愿遂心、得成菩提等珠胜功德利益。在今日物资充沛的环境里，形而上的供养已属不难，难得的，反而是一颗至诚清净的恭敬供养心，反而是一颗为众上祈福的广大慈悲心，反而是一颗求出离、菩萨行的菩提心……；在普遍的凡事皆以自己为优先考量、以我为中心的利益趋势下，胡跪佛陀座前，修供养行的您可曾思惟过：佛菩萨的悲愿、供养的意义及自己的发心呢？